# Robert Mols

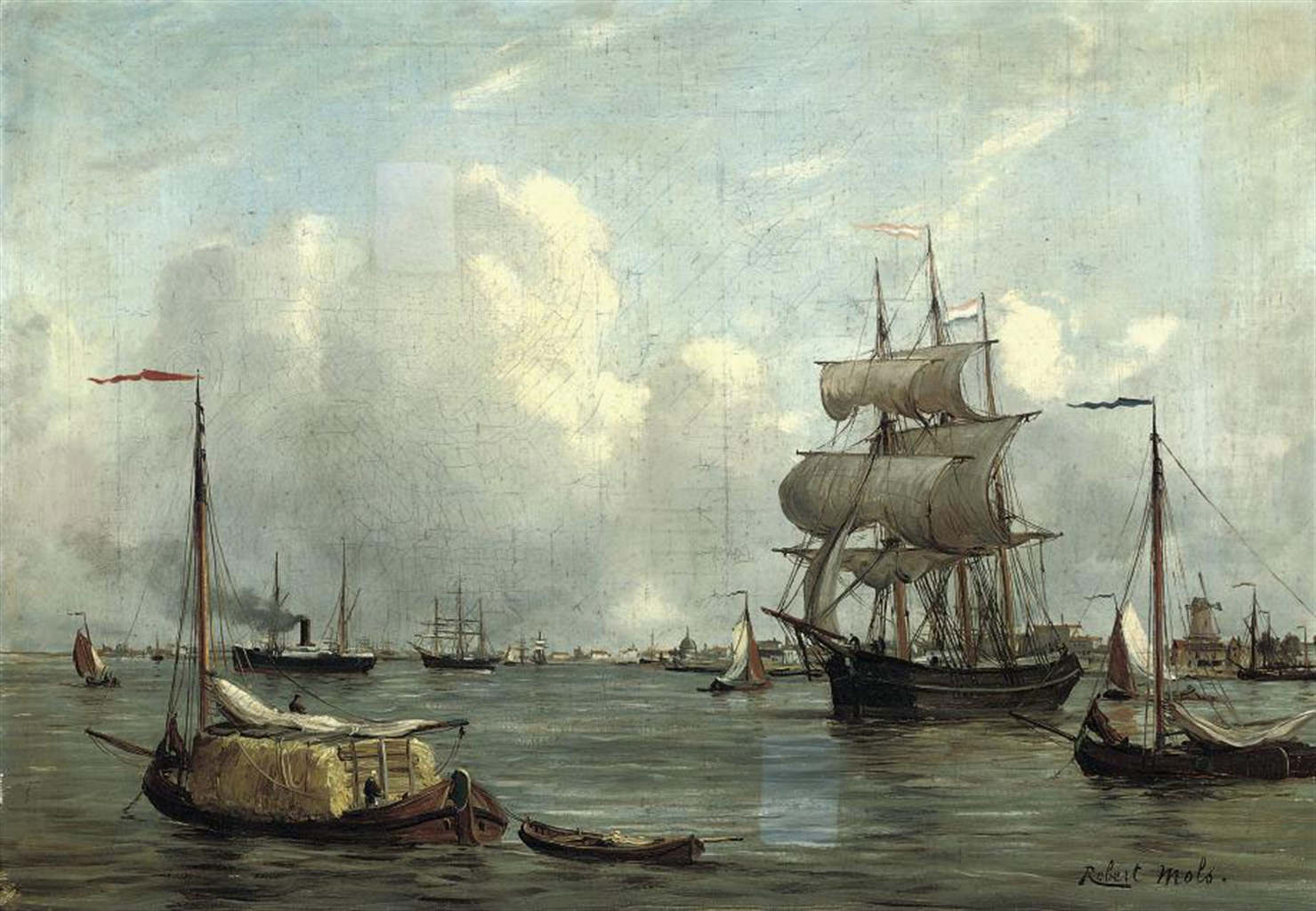
Robert Mols, Bruisend activiteit in een Nederlandse haven

Robert Charles Gustave Laurens Mols (Antwerpen, 22 juni 1848 – aldaar, 8 augustus 1903) was een Belgisch realistisch kunstschilder en etser uit de 19de eeuw, gespecialiseerd in marines en panoramaschilderingen, maar schilderde ook landschappen en stillevens.

## Levensloop
Mols was de zoon van Florent Mols (1811-1896), een Antwerps romantisch genreschilder, en van Elisabeth Hubertine Brialmont. Hij had nog 2 oudere zussen en één jongere broer :
- Léonie-Marie (1843-1918; gehuwd met Jacques Ernest Osterrieth)
- Marie-Clementine (1844-?; gehuwd met Edouard J. Meeus)
- Alexis (1853-1923; gehuwd met Marie Everaerts)

Robert Mols was gehuwd met Marie Friquet.
Robert Mols was leerling aan de Antwerpse Academie en gaf zijn eerste tentoonstelling op vijftienjarige leeftijd. Toen hij 17 jaar oud was, trok hij naar Frankrijk. Hij volgde er te Île Adam lessen bij Jules Dupré. Omstreeks 1868 werkte hij te Barbizon, een van de bakermatten van het 'en plein air' schilderen, waar hij contacten had met Jean François Millet. Ook Antoine Vollon wordt genoemd als een leermeester van Mols tijdens diens Franse periode. Uit die tijd dateren zijn sombere landschappen in Barbizonstijl.
Vanaf 1870 schilderde Mols weer te Antwerpen; naast bloemstukken en stillevens beoefende hij een nieuw genre: marines. Zijn stijl werd helder en realistisch. Mols zocht zijn inspiratie aan de Schelde te Antwerpen, iets minder vaak op het platteland, de Franse kusten (waar hij bijna jaarlijks kwam) en in Rotterdam. Verder reisde hij ook naar Italië, Duitsland, Engeland, Bulgarije en Turkije.
Hij had achtereenvolgens in de Van Schoonbekestraat 80, de Van Dycklaan 19, de Zuidlaan 159 en de Anselmostraat 64 te Antwerpen gewoond. Mols stierf op 8 augustus 1903 en werd begraven op 12 augustus op het Kielkerkhof. Zijn graf werd in 1936 overgebracht naar het Schoonselhof.

## Oeuvre
Mols’ bekendste werken zijn wellicht de marines in het bezit van het Koninklijk Museum voor Schone Kunsten te Antwerpen: De Zuid-Arsenaalkaai te Antwerpen in 1870 (1876) en De Antwerpse rede in 1870 (1878), twee precieze en zeer realistische interpretaties van de toenmalige werkelijkheid. Laatstgenoemd werk is meer dan 9 m lang.
Andere belangrijke werken van Mols zijn de grote olieverfschilderijen in iets lichter palet die het salon in het Osterriethhuis op de Meir te Antwerpen sieren (1875-1877): gezichten op de verdwenen Antwerpse vlietjes en een groot panoramisch gezicht op de Scheldeoevers.
In het huis van zijn Franse vriend en collega Charles Daubigny, rue Daubigny 61 in Auvers-sur-Oise (gebouwd in 1861) nam Mols een deel van de decoratie van de inkomhal voor zijn rekening. Charles Daubigny zelf en diens zoon Karl deden er ook hun deel.
Voor de riante “Villa des Lapins” van bouwheer Crombez op de hoek Zeedijk/Veurnestraat in Nieuwpoort-Bad schilderde Mols een suite schilderijen voor de ontvangstzaal. Deze villa, ook gekend als de "Villa Crombez", werd tijdens Wereldoorlog 1 vernield op 11 november 1914.
Verder maakte Mols in opdracht schilderijen van de marinerevue te Spithead n.a.v. het jubileum van koningin Victoria, van het bezoek van de Franse president Carnot aan het Escadre du Nord, van het bezoek van een Italiaans eskader te Toulon, van het bezoek van admiraal Avelanne en van de aankomst van tsaar Nicolaas II te Cherbourg met de daarmee gepaard gaande vlootmanoeuvres.
In 1894 schilderde hij samen met Piet van Engelen het diorama van Belgisch Congo voor de Antwerpse Wereldtentoonstelling. Mols schilderde ook indrukwekkende en getrouwe panorama’s van Venetië, van Antwerpen en van Parijs gezien van op het Louvre.
Zijn werken behalen hoge prijzen op veilingen, bv. zijn olieverf op doek "Gezicht op het Willemdok te Antwerpen" werd in oktober 2003 geveild op €36.000 bij Bernaerts, Antwerpen.

## Werken in tentoonstellingen
- "Bos van Fontainebleau" (Salon 1871, Gent)
- "Gezicht op Antwerpen" (Salon 1872, Brussel)
- "Sachsenhausen bij Frankfurt/Main" (Salon 1873, Antwerpen)
- "Het Houtdok te Antwerpen" (Salon 1873, Antwerpen)
- "Rotterdam" (Salon 1891, Antwerpen)
- "Tuighuis van het Zeewezen te Antwerpen" (Salon 1892, Gent)
- "De voorhaven van Duinkerke" (Salon 1893, Parijs)
- "Gezicht op Delfshaven" (Salon 1898, Antwerpen).
- 2025 (27 januari- 25 mei) : tentoonstelling te Antwerpen (CEPA-gebouw) van een overzicht van zijn haven-en zeezichten op initiatief van de Vrienden van het Nieuwe Scheepvaartmuseum. Bij die gelegenheid verschijnt ook een biografie door Patrick Verhoeven: "Robert Mols, Chroniqueur van het maritieme leven" (Pandora Publishers, 2025)

## Onderscheidingen
Mols was Ridder in de Leopoldsorde, het Franse Legioen van Eer en de Orde van de Roemeense Kroon. Hij was lid van de Commissie van het Kon en hij won eremetalen te Philadelphia en Barcelona.
De Robert Molsstraat in Antwerpen is naar hem genoemd.

## Musea
In volgende musea kan men werken van Robert Mols bewonderen:
- Antwerpen: Koninklijk Museum voor Schone Kunsten
- Hamburg, Das Ballin-Haus, Ballindamm 25: “Rede van Hamburg” (1880)
- Antwerpen, Museum Ridder Smit van Gelder: “Polderlandschap”
- Auvers-sur-Oise, Maison Daubigny
- Brussel, Museum van het Leger en van de Krijgsgeschiedenis
- Duinkerke, Musée des Beaux-Arts;
- Praag, Museum: Gezicht op Rouen
- Sète, Museum
- Tervuren, Museum voor Midden-Afrika
- Belgische Staat
- Franse Staat: “Oude haven van Marseille” (1879) en “President Carnot schouwt de vlootparade te Boulogne” (1890)

- Bibliothèque nationale de France: cb14916120t (data)
- International Standard Name Identifier: 0000 0003 6548 861X
- RKD-Nederlands Instituut voor Kunstgeschiedenis: 56772
- Union List of Artist Names: 500040643
- Virtual International Authority File: 230691121